# Popiersie Stanisława Kierbedzia
Popiersie Stanisława Kierbedzia – popiersie (odlew z brązu) polskiego inżyniera Stanisława Kierbedzia wykonane przez Antoniego Madeyskiego w 1900 roku w Rzymie.
Popiersie znajduje się w zbiorach Muzeum Narodowego w Warszawie.